# Гряды (деревня, Маловишерский район)
Гряды — деревня в Маловишерском районе Новгородской области, относятся к Большевишерскому городскому поселению.
Деревня расположена с восточной стороны главного хода Октябрьской железной дороги, в 18 км к северо-западу от центра района — Малой Вишеры. В деревне есть остановочный пункт электропоездов «144 км», ближайшая железнодорожная станция Гряды находится в 2 км к северо-западу от деревни в одноимённом пристанционном посёлке — Гряды.

## История
До весны 1918 года Гряды относились к Межниковской волости Крестецкого уезда Новгородской губернии, затем деревня относилась к Межниковской волости новообразованного Маловишерского уезда Новгородской губернии, постановлением Маловишерского уисполкома от 24 мая 1918 года Межниковская волость была разделена на Грядскую и Межниковскую волости, центр вновь образованной Грядской волости находился на станции Гряды, однако центральные органы власти не утвердили её и Грядская волость была упразднена, путём присоединения к Межниковской волости, с 1 декабря 1921 года, на основании постановления президиума Новгородского губисполкома от 1 ноября 1921 года. 3 апреля 1924 года ВЦИК утвердил положение об укрупнении волостей Новгородской губернии, после чего деревня в составе Грядского сельсовета Маловишерской волости уезда. Затем, с августа 1927 года, деревня в составе Грядского сельсовета новообразованного Маловишерского района новообразованного Новгородского округа в составе переименованной из Северо-Западной в Ленинградскую области. По постановлению ЦИК и СНК СССР от 23 июля 1930 года Новгородский округ был упразднён, а район перешёл в прямое подчинение Леноблисполкому. Указом Президиума Верховного Совета СССР от 5 июля 1944 года была образована Новгородская область и Маловишерский район вошёл в её состав.
Во время неудавшейся всесоюзной реформы по делению на сельские и промышленные районы и парторганизации, в соответствии с решениями ноябрьского (1962 года) пленума ЦК КПСС «о перестройке партийного руководства народным хозяйством» с 10 декабря 1962 года и сельсовет и деревня вошли в крупный Окуловский сельский район, а 1 февраля 1963 года административный Маловишерский район был упразднён, но пленум ЦК КПСС, состоявшийся 16 ноября 1964 года, восстановил прежний принцип партийного руководства народным хозяйством, после чего Указом Верховного Совета РСФСР от 12 января 1965 года Маловишерский район был восстановлен и решением Новгородского облисполкома от 12 января 1965 года и Грядский сельсовет и деревня вновь в Маловишерском районе.

## Население
| 2010 |
| ---- |
| 14   |